# Такаока
Такаока (јап. 高岡市) град је у Јапану у префектури Тојама. Према попису становништва из 2005. у граду је живело 181.229 становника.

## Становништво
Према подацима са пописа, у граду је 2005. године живело 181.229 становника.
| 1995.   | 2000.   | 2005.   |
| ------- | ------- | ------- |
| 186.827 | 185.682 | 181.229 |